# Choreutinae
Sous-famille
Les Choreutinae sont une sous-famille de lépidoptères de la famille des Choreutidae.

## Liste des genres
Selon BioLib (31 mars 2019) :
- genre Anthophila Haworth, 1811 - présent en Europe
- genre Asterivora Dugdale, 1979
- genre Caloreas Heppner, 1977
- genre Choreutis Hübner, 1825 - présent en Europe
- genre Hemerophila Hübner, 1817
- genre Melanoxena Dognin, 1910
- genre Peotyle Diakonoff, 1978
- genre Prochoreutis Diakonoff & Heppner, 1980 - présent en Europe
- genre Rhobonda Walker, 1863
- genre Saptha Walker, 1864
- genre Tebenna Billberg, 1820 - présent en Europe
- genre Telosphrantis Meyrick, 1932
- genre Tortyra Walker, 1863
- genre Zodia Heppner, 1879